# Souvrství Santa Maria

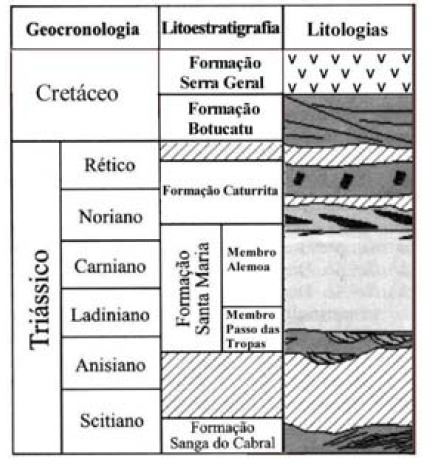
Nákres horninového sledu souvrství Santa Maria.

Souvrství Santa Maria je geologická formace na území brazilského státu Rio Grande do Sul.

## Význam
Toto geologické souvrství zahrnuje horniny z období druhohorního triasu, a to v rozmezí geologického stáří zhruba od 247 až po 205 milionů let. Významné je především objevy nejstarších známých dinosaurů a jejich vývojových příbuzných, jejichž stáří bylo datováno do doby před přibližně 233,2 milionu let. Kromě dinosaurů zde bylo objeveno množství dalších živočichů, například lagerpetid druhu Ixalerpeton polesinensis nebo synapsid druhu Trucidocynodon riograndensis. Součástí ekosystémů tohoto souvrství byli také nejstarší dinosauři, známí z kosterních fosilií (sauropodomorfové a herrerasauridi).

## Dinosauři známí z tohoto souvrství

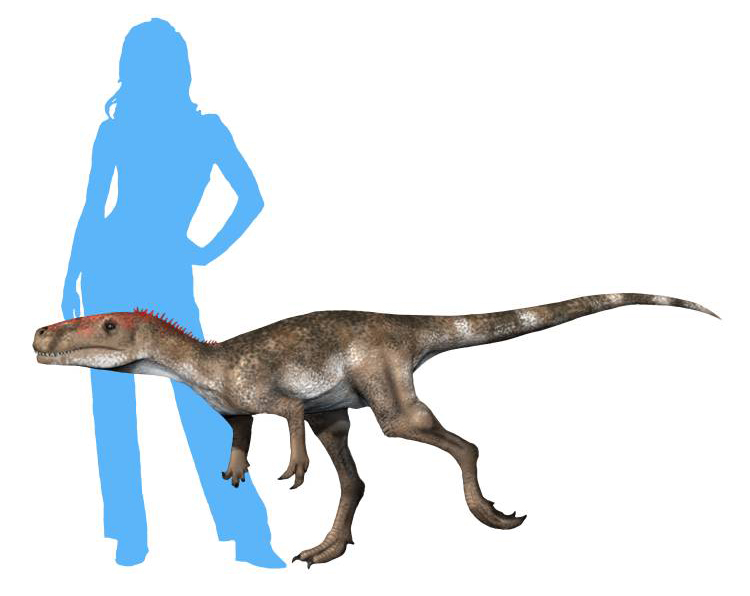
Staurikosaurus – zástupce fauny souvrství Santa Maria.

- Dinosauromorpha indet.

- Bagualosaurus agudoensis[7]

- Buriolestes schultzi[8]

- Gnathovorax cabreirai[9]

- Nhandumirim waldsangae[10]

- Pampadromaeus barberenai[11]

- Saturnalia tupiniquim[12]

- Staurikosaurus pricei[13]